# Världsmästerskapen i skidskytte 2011
Världsmästerskapen i skidskytte 2011 avgjordes i Chanty-Mansijsk i Ryssland 3-13 mars 2011. Chanty-Mansijsk anordnade tävlingen även 2003, men förlorade omröstningen vid ansökningen om 2009 års tävlingar. Orten arrangerade även VM 2010, men då bara med en disciplin, mixstafett, eftersom de övriga grenarna tävlades i under OS 2010 i Vancouver.
Tyskland och Norge dominerade årets VM där Tyskland vann medaljligan medan Norge tog flest medaljer. VM-drottningen blev tyskan Magdalena Neuner som tog tre guld och två silver. På herrsidan tog norrmannen Emil Hegle Svendsen två guld och ett silver och hans landsman Tarjei Bø tog tre guld och två brons. Arrangören Ryssland avslutade mästerskapet med totalt tre silvermedaljer. Sverige tog genom Helena Ekholm hem två medaljer (ett guld och ett brons) och totalt var det 11 nationer som tog medaljer.

## Ansökande städer
- Chanty-Mansijsk, Ryssland - Vinnare
- Nové Město na Moravě, Tjeckien
- Minsk, Vitryssland

## Tävlingstider
| Datum   | Tid (svensk) | Disciplin                 |
| ------- | ------------ | ------------------------- |
| 3 mars  | 12:30        | Mixstafett - damer/herrar |
| 5 mars  | 10:00        | Sprint - damer            |
| 5 mars  | 13:55        | Sprint - herrar           |
| 6 mars  | 09:45        | Jaktstart - herrar        |
| 6 mars  | 12:20        | Jaktstart - damer         |
| 8 mars  | 13:05        | Distans - herrar          |
| 9 mars  | 13:05        | Distans - damer           |
| 11 mars | 13:45        | Stafett - herrar          |
| 12 mars | 12:20        | Masstart - damer          |
| 12 mars | 14:15        | Masstart - herrar         |
| 13 mars | 10:50        | Stafett - damer           |

## Resultat

### Mixstafett
| Datum       | Disciplin                         | Guld                                                                  | Silver                                                             | Brons                                                                |
| 3 mars 2011 | Mixedstafett (2 x 6 + 2 x 7,5 km) | Norge Tora Berger Ann Kristin Flatland Ole Einar Bjørndalen Tarjei Bø | Tyskland Andrea Henkel Magdalena Neuner Arnd Peiffer Michael Greis | Frankrike Marie Laure Brunet Marie Dorin Alexis Bœuf Martin Fourcade |

### Herrar
| Datum        | Disciplin           | Guld                                                                  | Silver                                                                  | Brons                                                                       |
| 5 mars 2011  | Sprint (10 km)      | Arnd Peiffer                                                          | Martin Fourcade                                                         | Tarjei Bø                                                                   |
| 6 mars 2011  | Jaktstart (12,5 km) | Martin Fourcade                                                       | Emil Hegle Svendsen                                                     | Tarjei Bø                                                                   |
| 8 mars 2011  | Distans (20 km)     | Tarjei Bø                                                             | Maksim Maksimov                                                         | Christoph Sumann                                                            |
| 11 mars 2011 | Stafett (4 x 10 km) | Norge Ole Einar Bjørndalen Alexander Os Emil Hegle Svendsen Tarjei Bø | Ryssland Anton Sjipulin Jevgenij Ustjugov Maksim Maksimov Ivan Tjerezov | Ukraina Oleksander Bilanenko Andrej Deryzemlja Serhij Semenov Serhij Sednev |
| 12 mars 2011 | Masstart (15 km)    | Emil Hegle Svendsen                                                   | Jevgenij Ustiugov                                                       | Lukas Hofer                                                                 |

### Damer
| Datum        | Disciplin            | Guld                                                                 | Silver                                                                 | Brons                                                                               |
| 5 mars 2011  | Sprint (10 km)       | Magdalena Neuner                                                     | Kaisa Mäkäräinen                                                       | Anastasija Kuzmina                                                                  |
| 6 mars 2011  | Jaktstart (10 km)    | Kaisa Mäkäräinen                                                     | Magdalena Neuner                                                       | Helena Ekholm                                                                       |
| 9 mars 2011  | Distans (15 km)      | Helena Ekholm                                                        | Tina Bachmann                                                          | Vita Semerenko                                                                      |
| 12 mars 2011 | Masstart (12,5 km)   | Magdalena Neuner                                                     | Darja Domratjeva                                                       | Tora Berger                                                                         |
| 13 mars 2011 | Stafett (4 x 7,5 km) | Tyskland Andrea Henkel Miriam Gössner Tina Bachmann Magdalena Neuner | Frankrike¹ Anais Bescond Marie-Laure Brunet Sophie Boilley Marie Dorin | Vitryssland¹ Nadzeja Skardzina Darja Domratjeva Nadzeja Pisarava Ljudmila Kalintjyk |

¹) Ukraina gick i mål som tvåa men diskvalificerades senare på grund av att Oksana Chvostenko, som körde sista sträckan, hade för höga värden av efedrin i ett dopingtest. Frankrike fick följaktligen silver istället för bronsmedaljen som då gick till Vitryssland.

## Medaljligan
Arrangör
| Pl.    | Nation    | Guld | Silver | Brons | Totalt |
| ------ | --------- | ---- | ------ | ----- | ------ |
| 1      | Tyskland  | 4    | 3      | 0     | 7      |
| 2      | Norge     | 4    | 1      | 3     | 8      |
| 3      | Frankrike | 1    | 2      | 1     | 4      |
| 4      | Finland   | 1    | 1      | 0     | 2      |
| 5      | Sverige   | 1    | 0      | 1     | 2      |
| 6      | Ryssland  | 0    | 3      | 0     | 3      |
| 7      | Belarus   | 0    | 1      | 1     | 2      |
| 8      | Ukraina   | 0    | 0      | 2     | 2      |
| 9      | Italien   | 0    | 0      | 1     | 1      |
| 9      | Slovakien | 0    | 0      | 1     | 1      |
| 9      | Österrike | 0    | 0      | 1     | 1      |
| Totalt | Totalt    | 11   | 11     | 11    | 33     |

| De bästa utövarna | De bästa utövarna    | De bästa utövarna | De bästa utövarna | De bästa utövarna | De bästa utövarna |
| ----------------- | -------------------- | ----------------- | ----------------- | ----------------- | ----------------- |
| Plats             | Namn                 | Guld              | Silver            | Brons             | Totalt            |
| 1.                | Magdalena Neuner     | 3                 | 2                 | 0                 | 5                 |
| 2.                | Tarjei Bø            | 3                 | 0                 | 2                 | 5                 |
| 3.                | Emil Hegle Svendsen  | 2                 | 1                 | 0                 | 3                 |
| 4.                | Ole Einar Bjørndalen | 2                 | 0                 | 0                 | 2                 |
| 5.                | Martin Fourcade      | 1                 | 1                 | 1                 | 3                 |